# Pellegrini (partido)
Pour les articles homonymes, voir Pellegrini.
Pellegrini est un partido situé dans la province de Buenos Aires, fondée en 1899, dont le chef-lieu est Pellegrini.

## Démographie
En juin 2007, la population était estimée à 6 216 habitants.
- Population en 1991 : 5 797 habitants (Indec)
- Population en 2001 : 6 030 habitants (Indec)
- Population en 2010 : 5 887 habitants (Indec)

## Histoire
Les peuples indigènes les plus proches étaient les Pampas du justement célèbre Cacique Pincén, qui avaient leurs tolderías dans la région de Toay. Ce leader était un habile négociateur (la signification de son nom fait allusion à la qualité oratoire, essentielle dans sa culture). Bien qu'il soit d'origine métisse et qu'il soit né dans la région de Renca (San Luis), il a grandi comme un autochtone et était un chef politique et militaire capable de tenir en échec Alsina et Roca.
Une fois les peuples indigènes définitivement expulsés, l'occupation par les colons européens a commencé. Les premiers à s'installer étaient des familles telles que Drysdale, Brunkorst, Aguerre, Bolster et Byrnes, entre autres. En 1899, la colonie agricole Drysdale a été officiellement créée en l'honneur de Joseph Norman Drysdale. C'est Drysdale qui a conçu l'idée de fonder la colonie et qui en a présenté les plans et la disposition aux autorités provinciales. Huit ans plus tard, en 1907, Colonia Agricola Drysdale change de nom pour devenir Pellegrini en hommage au président argentin entre 1890 et 1892.
D'autres familles sont arrivées de Buenos Aires, des émigrants d'Europe et d'Asie, comme les familles Gambier, Ozan, Sapere, Vilches, Suarez et Barrios. Puis la ville se forme lentement avec l'arrivée des familles Arviza, Álvarez, Mendicoa, Balbo, Bartomeo, Barzola, Berterreix, Boulit, Cano, Chavit, D'Amico, Etchevers, García, Damianovich, Estévez, Lionch, Lois, Marabotto, Mónaco, Moras, Nieto, Paso, Pernin, Roteta, Rumene, Salm, Scarpeta, Zubieta, entre autres.

## Liste des maires
| Nom                  | Mandat                              | Parti |
| Mario Luis Espada    | 10 décembre 1983 — 10 décembre 1987 | UCR   |
| Jorge Oscar Scoccia  | 10 décembre 1987 — 10 décembre 1991 | PJ    |
| Emir López           | 10 décembre 1991 — 10 décembre 1995 | PJ    |
| Roberto Etchegaray   | 10 décembre 1995 — 30 août 2005     | UCR   |
| Miguel Ángel Pacheco | 30 août 2005 — 10 décembre 2015     | UCR   |
| Guillermo Pacheco    | Depuis 10 décembre 2015             | UCR   |